# Laneuveville-devant-Bayon
Laneuveville-devant-Bayon es una comuna francesa situada en el departamento de Meurthe y Mosela, en la región de Gran Este.

## Demografía
| 167 | 171 | 160 | 152 | 175 | 195 | 226 |
| Para los censos de 1962 a 1999 la población legal corresponde a la población sin duplicidades (Fuente: INSEE [Consultar]) |     |     |     |     |     |     |